# Kanu Gándhí
Kanu Gándhí (1917 – 20. února 1986) byl indický fotograf. Byl prasynovcem Mahátmy Gándhího, se kterým žil v několika jeho ášramech a byl členem jeho osobního personálu. Nejvíce se na něj vzpomíná jako na fotografa Gándhího , který od roku 1938 až do jeho zavraždění v roce 1948 zaznamenal mnoho momentů z Gándhího života. Po Gándhího smrti se Kanu a jeho manželka Abha přestěhovali do Rajkotu, kde provozovali venkovské centrum pojmenované po Kasturbovi Gándhím. Abha byla jednou ze společnic Gandhiho v Birla House Dillí, když Godse zastřelil Gándhího.

## Životopis
Kanu se narodil Narandasovi Gándhímu, synovci Mahátmů a duchovnímu v jeho ášramu Sabarmati, a Jamuně Gándhíové v roce 1917. Kanu strávil svůj raný život se svými rodiči v ášramu v Sabarmati – kam se jeho rodiče přestěhovali, když mu byly pouhé dva roky – a později ve Wardha. Získal vzdělání v Sabarmati Ashram v Ahmedábádu.

## S Gándhím
V pouhých 15 letech byl uvězněn za svou účast v Hnutí občanské neposlušnosti. I když chtěl být lékařem, nestalo se tak a připojil se ke Gándhího osobnímu personálu ve Wardha, kde v letech 1936 až 1948 dohlížel na administrativní, korespondenční a účetní funkce.
Kanu byl přezdíván "Bapuův Hanumán" a měl blízko k Mahátmovi. V roce 1944 se na Kasturbovo přání a Gándhího požehnání oženil s Abhabenou Chatterjee, kterou Gándhíové adoptovali a byla s nimi od jejích 13 let a která se stala známou jako „jedna z Gándhího vycházkových holí“.

## Gándhího fotograf
Byl to Shivaji Bhave, bratr Vinobha Bhave, na návštěvě ve Wardha, kdo jako první požádal Kanu, aby začal fotografovat a dokumentovat události v ášramu. Když Kanu oslovil Gándhího s žádostí, Gándhí ho odmítl kvůli nedostatku finančních prostředků. Průmyslník GD Birla, společník Gándhího, dal Kanuovi 100 indických rupií na nákup fotoaparátu Rolleiflex a role filmu. Od roku 1938 až do Gándhího smrti o deset let později pořídil Kanu mnoho osobních fotografií Mahátmy.
Gándhí dovolil Kanuovi, aby ho vyfotografoval, za tří podmínek: že nepoužije blesk, že po něm nikdy nikdo nebude žádat, aby pózoval, a že jeho fotografování nebude financováno ášramem. Kanu hradil náklady na fotografování prostřednictvím měsíčního stipendia ve výši 100 rupií, které mu vyplácel Amritlal Gandhi z Vandemataram, který od něj koupil fotografii Sardára Vallabhbháího Patéla. Některé ze svých fotografií také prodával do novin a postupem času začal snímky produkovat na denní bázi. Kanu také natočil filmy o Gándhím, včetně jednoho z jeho pochodu v Noakhali v roce 1947.
Kanuovi však Gándhí zakázal zachytit poslední chvíle Kasturby, když mu ležela a umírala na klíně během jeho uvěznění v paláci Aga Khan v Pune. O několik let později, když Gándhí naposledy vydechl v Birla House v Dillí, byl Kanu pryč v Noakhali, kde mu Gándhí přikázal zůstat. Kanuův zájem o fotografii skončil vraždou Gándhího, i když pracoval na několika úkolech, včetně dokumentárních fotografií zachycújících hladomor v Biháru v 50. letech.
Kanu nikdy formálně fotografii nestudoval a řemeslo se naučil v práci a v kvalitě jeho práce jsou rozdíly. Zaznamenával mnoho událostí, významných i světských, v životě Gándhího a ášramu. Jeho dílo tak tvoří to, co The Independent nazval korpusem „přirozeně nasvícených černobílých fotografií, které nabízejí mimořádný zasvěcený pohled na Gándhího život“. Kanuovy původní fotografie zůstaly v neznámu, dokud je v 80. letech nezískal německý sběratel Peter Ruhe, který vystopoval podobný materiál a začal je uvádět na trh. V roce 2007 Ruhe navrhl prodat svou sbírku fotografií a filmů organizaci Sabarmati Ashram Trust za 5 milionů rupií. Ty se opět dostaly do soukromého prodeje v roce 2012. Pokusy vydražit Gándhího memorabilia vyvolaly v Indii mnoho kontroverzí.

## Po Gándhím
Po zavraždění Gándhího v roce 1948 se Kanu a Abha Gándhí přestěhovali do Rajkotu, kde vedli instituty Kasturbadham a Rashtriyashala. Kasturbadham byl místem domácího vězení Kasturby Gándhího v roce 1939 a po získání nezávislosti jej získala vláda. Kanu vedl centrum jménem svého otce, jemuž vláda svěřila své operace a rozvinula je tak, aby fungovalo jako centrum pro průmysl malého rozsahu a střední škola. Kanu Gandhi zemřel na infarkt 20. února 1986 na pouti v Madhjapradéši.

## Dědictví
Ačkoli Kanuovy fotografie Gándhího jsou v Indii proslulé a otištěny v mnoha knihách o Gándhím, sám muž zůstal dlouhou dobu mimo záři reflektorů a do značné míry bez uznání, pouze na jedné výstavě v Dillí je vystavoval pod svým vlastním jménem. Jeho fotografie získala Ruhe od Abhy po Kanuově smrti v roce 1986 a plánovala je zlikvidovat, protože pro ně nebyly užitečné. V roce 1995 byla díky úsilí londýnského umělce Saleema Arifa uspořádána první mezinárodní výstava Kanuových fotografií v Leicester Museum &amp; Art Gallery. Několik scén z životopisného filmu Richarda Attenborougha Gándhí bylo natočeno na základě Kanuových fotografií. Konečným dědictvím Kanua zůstává „nejen jako fotograf, ale také jako foto-životopisec Gándhího“, který prostřednictvím svého fotoaparátu udělal „to, co Mahadev Desai a Pyarelal udělali, aby zvěčnili Gándhího prostřednictvím svých memoárů a životopisných spisů“.